# جليب سعدون
جليب السعدون منطقة عراقية بناحية بصية، بقضاء السلمان بمحافظة المثنى بالبادية العراقية جنوب العراق، فيها بئر غزيرة عذبة جيدة دافقة تكفي لسقي 400 رجل ودابة، عمقها عشرون متراً في جنوب غربي تل اللحم. والبعد 9 أميال بينها وبين محطة قطار تل جبارة